# Wampir (rodzaj ssaków)
Wampir (Desmodus) – rodzaj ssaków z podrodziny wampirów (Desmodontinae) w obrębie rodziny liścionosowatych (Phyllostomidae).

## Rozmieszczenie geograficzne
Rodzaj obejmuje gatunki występujące w Ameryce.

## Morfologia
Długość ciała 68–93 mm, długość ucha 16–21 mm, długość tylnej stopy 13–22 mm, długość przedramienia 52–64 mm; masa ciała 25–40 g.

## Systematyka
Rodzaj zdefiniował w 1826 roku niemiecki przyrodnik Maximilian zu Wied-Neuwied w publikacji swojego autorstwa poświęconej historii naturalnej Brazylii. Na gatunek typowy zu Wied-Neuwied wyznaczył (oznaczenie monotypowe) wampira zwyczajnego (D. rotundus). 

### Etymologia
- Desmodus: gr. δεσμος desmos ‘zawijany’; οδους odous, οδοντος odontos ‘ząb’[9].
- Edostoma: gr. εδω edō ‘pożreć’; στομα stoma, στοματος stomatos ‘usta’[10]. Gatunek typowy (oznaczenie monotypowe): Edostoma cinerea d’Orbigny, 1834 (= Phyllostoma rotundus É. Geoffroy Saint-Hilaire, 1810).

### Podział systematyczny
Do rodzaju należy jeden występujący współcześnie gatunek:
- Desmodus rotundus (É. Geoffroy Saint-Hilaire, 1810) – wampir zwyczajny

Opisano również gatunki wymarłe:
- Desmodus draculae Morgan, Linares & Ray, 1988[12] – wampir olbrzymi (Wenezuela; plejstocen/holocen)
- Desmodus archaeodaptes Morgan, Linares & Ray, 1988[13] (Stany Zjednoczone; plejstocen)
- Desmodus stocki J.K. Jones, 1958[14] (Meksyk, Stany Zjednoczone; plejstocen).